# Ring (Unternehmen)
Ring mit Sitz in Santa Monica, Kalifornien, ist ein US-amerikanischer Hersteller von smarten Videokameras, Türklingeln und weiteren Smart-Home-Technologien mit einem Fokus auf den Bereich Haussicherheitstechnik.

## Geschichte
Gegründet wurde Ring im Jahre 2012 von Jamie Siminoff. Im September 2013 pitchte Siminoff in der Sendung Shark Tank mit dem Ziel, 700.000 Dollar einzusammeln. Den Firmenwert taxierte Siminoff zur damaligen Zeit auf 7 Millionen US-Dollar.
Per Crowdfunding sammelte Ring 364.000 US-Dollar ein, was weit mehr als die zunächst angeforderten 250.000 US-Dollar waren. Seitdem konnte das Unternehmen weitere Geldmittel in Höhe von 200 Millionen US-Dollar von institutionellen Investoren, wie z. B. Kleiner Perkins Caufield Byers, Qualcomm Ventures, Goldman Sachs, DFJ Growth and Richard Branson einsammeln.
Am 27. Februar 2018 gab Amazon.com, Inc. nach Börsenschluss die vollständige Übernahme von Ring bekannt. Ring ist fortan ein 100%iges Tochterunternehmen von Amazon.com, Inc. Reuters bezifferte den Preis der Übernahme auf mehr als eine Milliarde US-Dollar.

## Produkte
Bekanntheit erlangte Ring vor allem durch seine intelligente Türklingel Ring Video Doorbell, mit der Hausbesitzer ihre Vorder-, Rück- und Garagentore fernüberwachen können. Wenn die Türklingel gedrückt wird, beginnt die dahinterliegende Softwareanwendung einen VOIP-Videoanruf mit einem verbundenen Gerät, wie z. B. Smartphone oder Tablet herzustellen, sodass der Eigentümer Besucher sehen und mit ihnen sprechen kann.
Die Ring Video Doorbell war das erste Produkt des Unternehmens. Mittlerweile liegen mit der Video-Doorbell, der Video-Doorbell 2, der Video-Doorbell Pro und der Video-Doorbell Elite vier Ausführungen der intelligenten Türklingel vor.
Außerdem hat das Unternehmen seit der zweiten Jahreshälfte des Jahres 2017 mit der Floodlight Cam und Spotlight Cam zwei Sicherheitskameras im Sortiment, die der Einbruchsprävention dienen.